# Anomalocarididae
Die Anomalocarididae (griech. ἀνώμαλος anomalos und καρίς karis (Gen.: καρίδος) „ungewöhnliche Garnele“) sind eine Gruppe sehr früher Meerestiere, die hauptsächlich von Fossilien aus den kambrischen Ablagerungen in China, den USA, Kanada, Polen und Australien bekannt sind. Obwohl umgangssprachlich häufig von  „Anomalocarida“ oder „Anomalocariden“ gesprochen wird, stellt die Bezeichnung Anomalocarididae bzw. „Anomalocarididen“ den fachlich korrekten Ausdruck dar.
Lange Zeit nahm man an, die Anomalocarididen seien am Ende des Kambriums ausgestorben, jedoch hat die Entdeckung eines großen Exemplars aus Marokko gezeigt, dass Vertreter der Anomalocarididae mindestens bis in das Ordovizium überlebten. Der Fund des frühdevonischen Schinderhannes bartelsi, eines Arthropoden mit großen Anhängseln und einer Reihe von anomalocarididen Merkmalen, erweiterte den Zeitraum der fossilen Überlieferung der Anomalocarididen darüber hinaus um 100 Millionen Jahre bis in das frühe Devon vor 400 Millionen Jahren. Der unmineralisierte Körperaufbau der Tiere hat zur Folge, dass in dazwischenliegenden geologischen Schichten keine Fossilien erhalten geblieben sind. Anomalocarididen waren die größten bekannten Tiere des Kambriums – einige chinesische Arten erreichten wohl eine Länge von zwei Metern – und die meisten Formen waren womöglich aktive Räuber.

## Merkmale
Die im Freiwasser schwimmenden Anomalocarididen besaßen flache, segmentierte Körper, die mit zwei stachelbewehrten Greifarmen vor dem Mund ausgestattet waren, deren Form an die Körper von Garnelen erinnert. Die Mundöffnung hatte eine kreisförmige Struktur und ähnelte einer Ananasscheibe. Der Mund war mit einem Ring von scharfen Platten besetzt, die sich jedoch nicht in der Mitte berührten, da die Mundöffnung eher rechteckig als rund war. Es ist vermutet worden, dass diese Zähne es einigen Anomalocarididen ermöglichten, sich von hartschaligen Trilobiten zu ernähren. Anomalocarididen besaßen große Augen und ihr Körper war an den Seiten jeweils von einer Reihe von beweglichen lappenähnlichen Fortsätzen flankiert, welche der Fortbewegung im Wasser dienten.

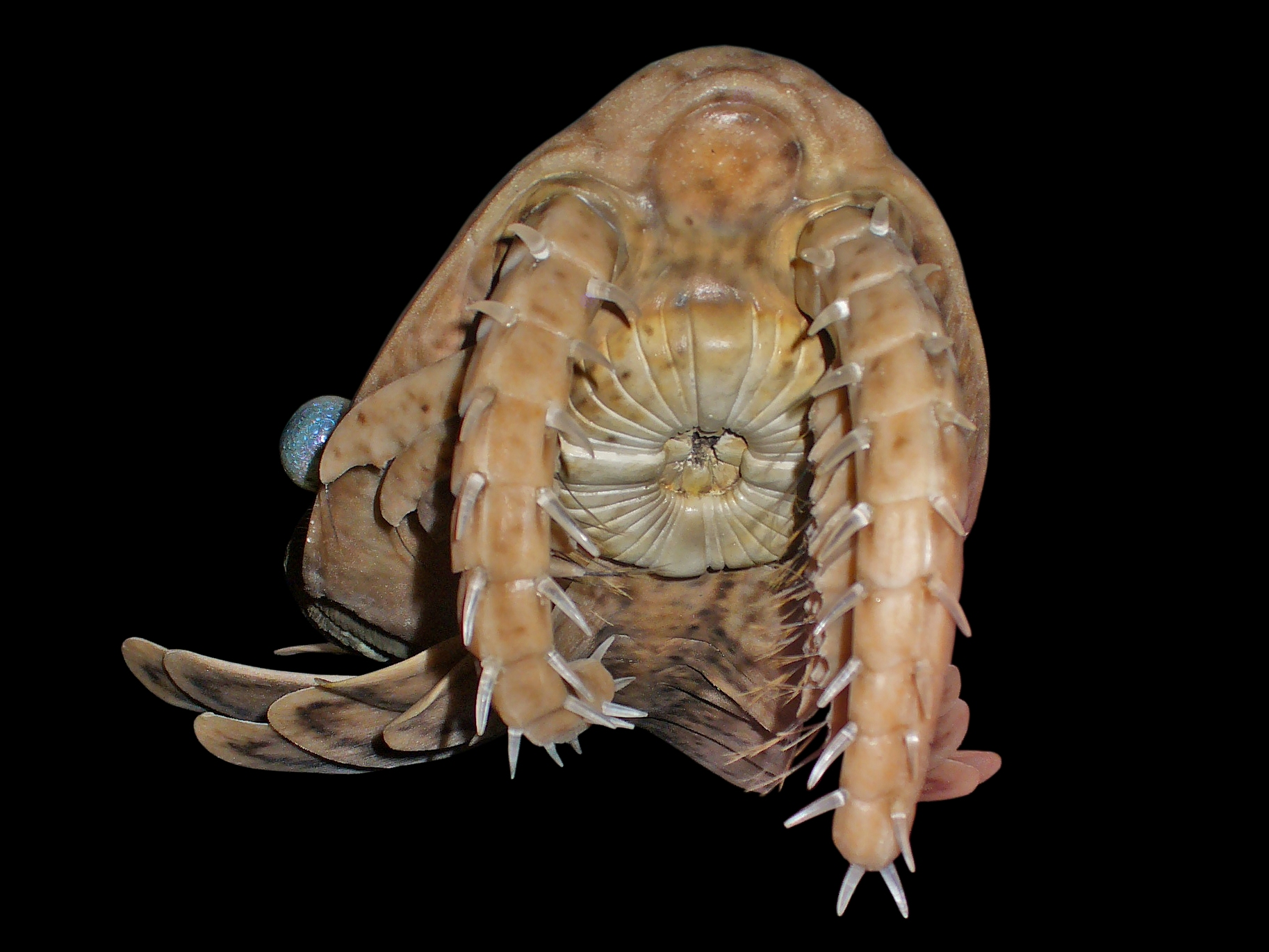
Mundöffnung von Laggania cambria (Modell)

Parapeytoia yunnanensis, welche vermutlich zu den Anomalocarididen gestellt werden muss, (ob Parapeytoia zu den echten Anomalocarididae gehörte oder vielmehr enger mit Yohoia oder Haikoucaris verwandt war, ist in der Wissenschaft umstritten)
könnte Beine besessen haben.
Verglichen mit vielen anderen meeresbewohnenden Lebewesen seiner Zeit waren die Anomalocarididen sehr beweglich. Die lappenähnlichen Fortsätze (Loben) an den Körperflanken konnten wahrscheinlich wellenförmig bewegt werden, so dass die Tiere in der Lage waren, sich schnell fortzubewegen oder im Wasser zu schweben. Diese Art der Fortbewegung ist vergleichbar mit der der modernen Rochen oder der Sepien. Die Außenhaut (Cuticula) der Anomalocarididen war nicht mineralisiert. Folglich war sie flexibler als diejenige ihrer Beutetiere und erlaubte eine höhere Bewegungsfreiheit.

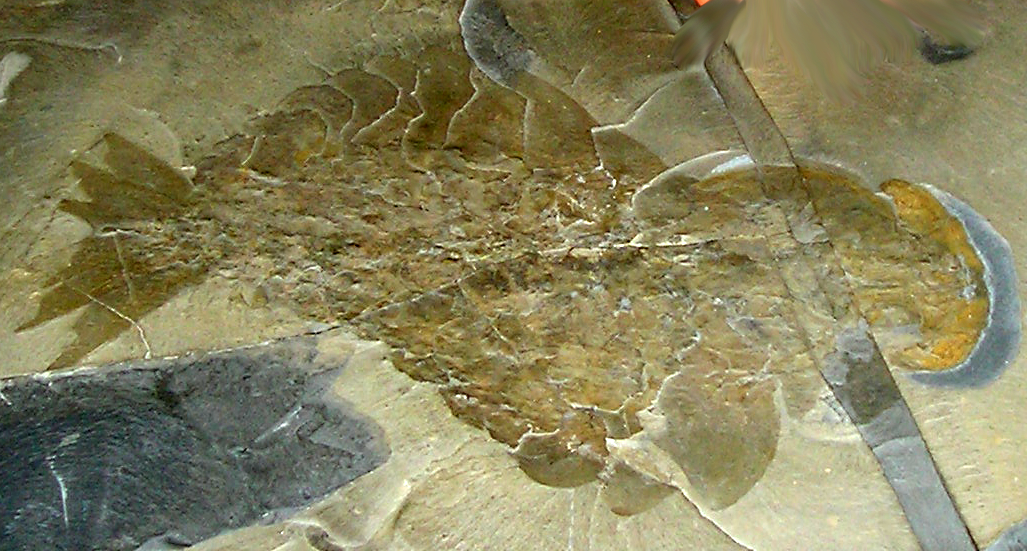
Vollständiges Fossil von Anomalocaris aus dem Burgess-Schiefer in den kanadischen Rocky Mountains

Nach dem Tod neigte der Organismus dazu, in mehrere Teile auseinanderzufallen. Vollständig erhaltene Fossilien sind daher rar. Bei der Erstbeschreibung der Fossilien von Anomalocaris klassifizierte man die gelenkigen Greifarme zunächst als eine eigenständige Art der Arthropoden. Bevor die Fossilien korrekt zusammengesetzt werden konnten, sorgte die Tatsache für Verwunderung, dass die vermeintlichen Garnelen stets ohne Kopf gefunden wurden. Die runde Mundöffnung hielt man für eine fossile Qualle, die mit dem Gattungsnamen Peytoia versehen wurde. Auch der Körper wurde unter dem Namen Laggania den Schwämmen zugeordnet. Erst in den 1980er-Jahren wurden die drei unterschiedlichen Fossilien korrekt zusammengesetzt. Seitdem sind eine Reihe von Gattungen und Arten innerhalb der Anomalocarididae beschrieben worden, die sich vor allem im Aufbau der Greifarme, dem Vorhandensein eines Schwanzes, der Position der Mundöffnung etc. unterscheiden.

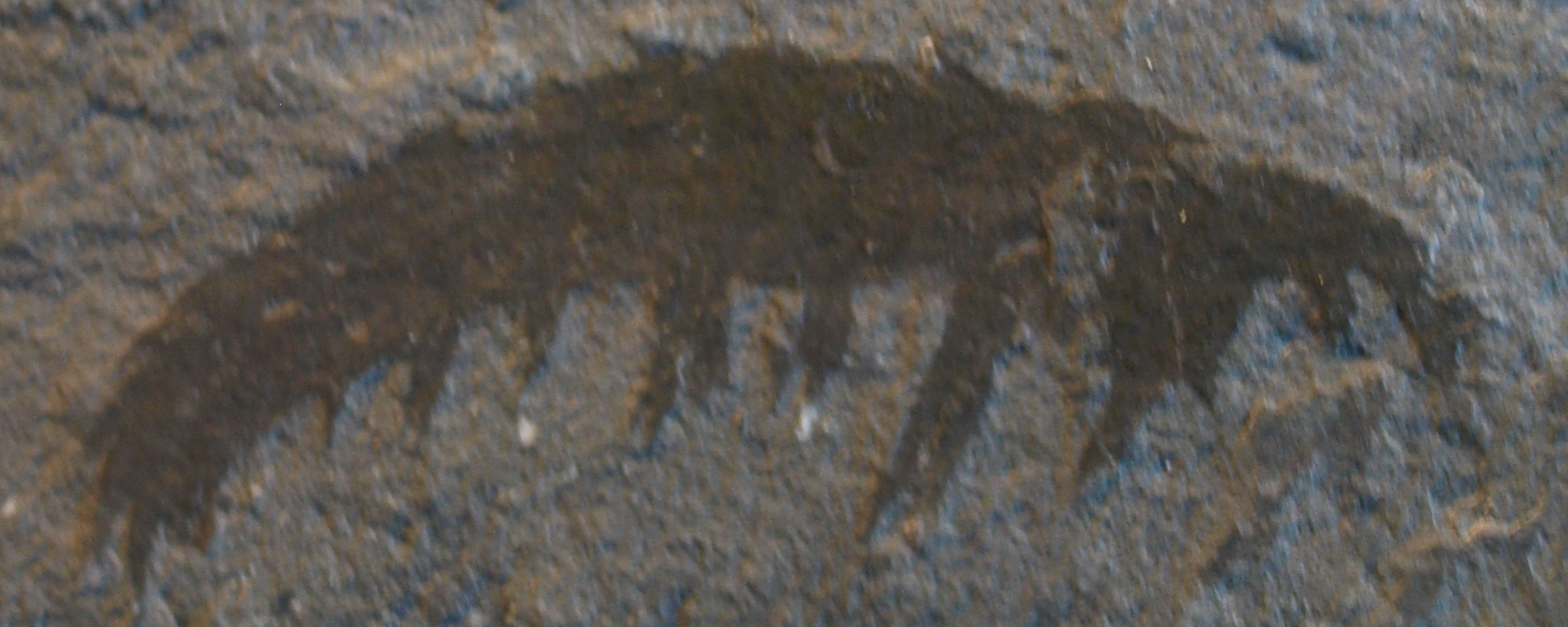
Fangarm von Anomalocaris canadensis im Naturhistorischen Museum Wien

Der Name Anomalocaris bezeichnete ursprünglich lediglich die fälschlicherweise für eine Garnelenart gehaltenen Greifarme, wurde aber später gemäß den Regeln der biologischen Nomenklatur auf das ganze Tier ausgedehnt, da die fossilen Greifarme als erstes beschrieben worden waren.
Die Anomalocarididen erlebten im frühen und mittleren Kambrium eine Blüte, fossile Überlieferungen aus jüngeren Gesteinsschichten sind seltener, was sich jedoch auch mit dem Fehlen von geeigneten Lagerstätten aus späterer Zeit erklären lässt, da die weichen Körper der Anomalocarididen nur unter besonderen Umständen erhalten blieben.

## Klassifikation
Innerhalb der Anomalocarididae existieren elf Gattungen, die meist nur mit einer Art bekannt sind:
- Aegirocassis
  - Aegirocassis benmoulai
- Amplectobelua
  - Amplectobelua symbrachiata
  - Amplectobelua stephenensis
- Anomalocaris
  - Anomalocaris briggsi
  - Anomalocaris canadensis
  - Anomalocaris pennsylvanica
  - Anomalocaris saron
- Caryosyntrips
  - Caryosyntrips serratus
- Cassubia
  - Cassubia infracambriensis
- Cucumericrus
  - Cucumericrus decoratus
- Hurdia
  - Hurdia victoria
- Laggania
  - Laggania cambria
- Schinderhannes
  - Schinderhannes bartelsi
- Stanleycaris
  - Stanleycaris hirpex
- Tamisiocaris[5]
  - Tamisiocaris borealis

Einige andere verwandte Gattungen werden manchmal zu den Anomalocarididae gestellt, gehören möglicherweise jedoch in andere Kladen:
- Jianshanopodia
- Kerygmachela
- Pambdelurion
- Parapeytoia

Die bereits aus den frühesten kambrischen Faunen in Polen bekannten Anomalocarididae waren während des Kambrium weit verbreitet und traten noch vor den Trilobiten auf.
Verglichen mit den Arten der Gattung Anomalocaris fehlte Laggania eine Schwanzstruktur. Letztere besaß außerdem einen größeren Kopf, in dem die Augen hinter anstatt vor der Mundöffnung platziert waren, was bei der Jagd von Nachteil gewesen wäre. Wegen dieser Charakteristika haben einige Wissenschaftler Laggania als einen Planktonfresser bezeichnet. Amplectobelua-Arten waren im Gegensatz zu Anomalocaris kleiner und hatten einen breiteren Körper mit den Augen seitlich zum Mund platziert.
Die Anomalocarididae scheinen eng verwandt mit den Opabinididae zu sein und fallen irgendwo in die Stammgruppe der Arthropoden. Der Fund eines Anomalocarididen aus dem Devon lässt vermuten, dass die Gruppe paraphyletisch ist und die Arthropoden beinhaltet. Inzwischen wurde aber auch schon eine Art aus dem Ordovizium entdeckt.